# Mindre lungörtsvivel
Mindre lungörtsvivel (Ceutorhynchus pallidicornis) är en skalbaggsart som beskrevs av Gougelet och Brisout de Barneville 1860. Mindre lungörtsvivel ingår i släktet Ceutorhynchus, och familjen vivlar. Enligt den finländska rödlistan är arten sårbar i Finland. Enligt den svenska rödlistan är arten nära hotad i Sverige. Arten förekommer i Götaland och Svealand. Artens livsmiljö är lundskogar.